# 後悔なんてしない
『後悔なんてしない』（こうかいなんてしない、原題：후회하지 않아、英題：No Regret ）は、2006年公開の韓国映画。韓国で初めて同性愛者（ゲイ）であることをカミングアウトした映画監督イソン・ヒイルによって、韓国社会における同性愛が正面から描かれた作品として話題となった。
日本では、2007年（第1回）アジアンクィア映画祭(4月14日・18日)にて初上映された。この映画祭での邦題は『悔いなき恋 -NO REGRET-』（くいなきこい -ノー・リグレット-）。また劇場公開に先がけて、2008年第17回東京国際レズビアン&ゲイ映画祭(7月11日)にて特別上映された。

## ストーリー
地方の孤児院出身のスミンは、大学入学のために、昼は工場で勤務し、夜は運転代行のアルバイトをしていた。ある日、運転代行でバーに呼び出されたスミンは、裕福な青年ジェミンと出会う。互いに惹かれ合うものを感じ、ジェミンはスミンを部屋に誘うが、スミンはやんわりと断る。
スミンの工場で大幅な人員削減が行なわれるが、工場を経営する会社の副社長であるジェミンは、スミンが勤務していることを知り、スミンの解雇を取りやめる。しかし、身分の違いを強く意識したスミンは、ジェミンの好意を素直に受け入れられず、工場を退職してしまう。その後、飲食店の皿洗いなどの仕事をするが長続きしないスミン。結局、先輩の紹介で「ゲイホストバー」の男娼となる。
一方、ジェミンは親の決めた婚約者ヒョヌとの結婚を間近に控えていたが、スミンを忘れることができず、スミンが働くホストバーにやって来る。はじめは強くジェミンを拒んでいたスミンだが、自分へのまっすぐで純粋な想いをぶつけて来るジェミンに徐々に惹かれて行き、ついに二人は結ばれる。互いに離れがたい存在になった二人だが、ジェミンに婚約者がいることをスミンが知ってしまったことから二人の関係が狂い始める。

## キャスト
- ジェミン： イ・ハン
- スミン： イ・ヨンフン
- ヒョヌ： キム・ジョンファ
- ジョンテ： チョ・ヒョンチョル
- カラム： キム・ドンウク
- マダム： チョン・スンギル
- ファンソン： イ・スンウォン
- ジェチョル： ファン・チュナ